# Pace di Brindisi
La pace di Brindisi o trattato di Brindisi fu un accordo stipulato a Brundisium (l'odierna Brindisi) nel 40 a.C. tra i tre triumviri Gaio Giulio Cesare Ottaviano (il futuro Augusto, primo imperatore romano), Marco Antonio (ex-luogotenente di Cesare e candidato a subentrare alla guida della Repubblica dopo la morte di questi) e Marco Emilio Lepido (altro ex-luogotenente di Cesare).

## Contesto storico
L’accordo si colloca nel quadro dell'instabilità politica seguita all'uccisione di Cesare alle idi di marzo del 44 a.C. Tra le numerose personalità che ambivano a conquistarsi un ruolo di preminenza, si distinsero subito quelle di Ottaviano e Marco Antonio, inizialmente uniti nel perseguire i Cesaricidi. Anche per questo, e ufficialmente con il compito di ristabilire l'ordine pubblico e dare stabilità alla Repubblica, venne costituito nel 43 a.C. il Secondo triumvirato, di durata quinquennale: si trattò, a differenza del primo, di un provvedimento legale e pubblico (triumviri rei publicae costituendae), anche se di fatto sancì una prima spartizione dello stato tra i tre generali romani.

## Contenuto e svolgimento delle trattative
Antonio tornò in Italia e sbarcò a Brindisi, dove lo raggiunse Ottaviano. Qui, e con la mediazione di Mecenate, i due comandanti stipularono gli accordi di Brindisi per ristabilire la pace: vennero sanciti dalle nozze di Antonio con la sorella di Ottaviano, Ottavia minore. Con essi si stabilì una nuova divisione dei poteri:
- Lepido mantenne le due Afriche (proconsolare e nuova), ma passò sempre più in secondo piano fino a perderle a vantaggio di Ottaviano nell'anno 36 e mantenere solo il titolo di pontifex maximus;
- Antonio ebbe l'Oriente (rinunciando alle Gallie ed alla Transpadana);
- Ottaviano ottenne l'Occidente e l'Illirico.

La soluzione trovata con la Pace di Brindisi, però, fu solo momentanea: la frattura definitiva tra i triumviri si ebbe nel 32-31 a.C. con la cosiddetta guerra egiziana. Con lo scontro di Azio del 31 a.C. e la morte di Antonio, Ottaviano restò il solo padrone della repubblica, trasformandola in Impero.

## Conseguenze

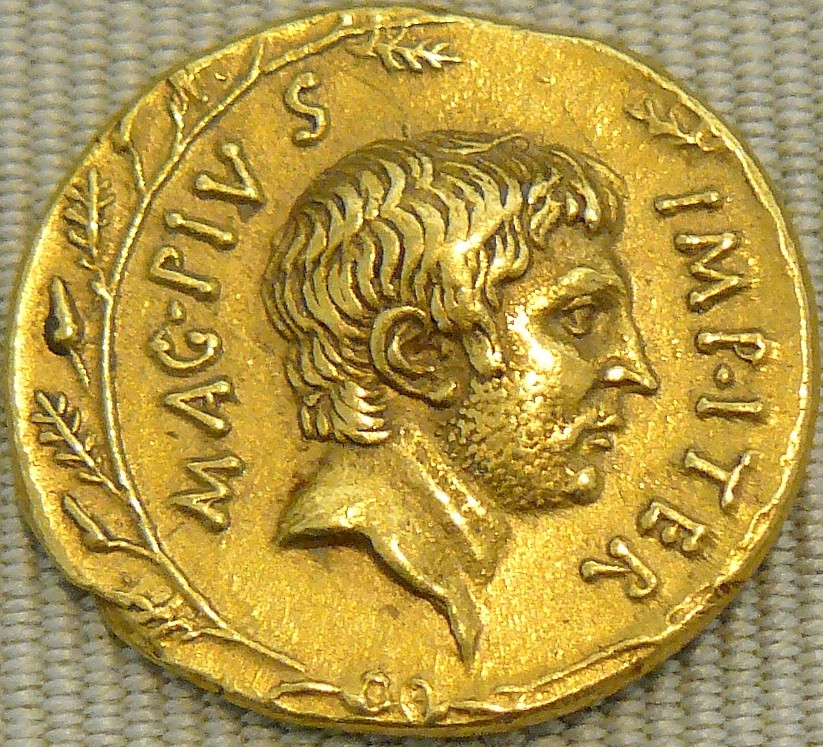
Sesto Pompeo

L'accordo si dimostrò subito molto debole, tanto da entrare in crisi già l'anno successivo dopo la battaglia di Filippi, condotta con successo da Antonio e Ottaviano (mentre Lepido restava a Roma). Il primo infatti ottenne il controllo delle Gallie e delle province orientali (che aveva il compito di riorganizzare), il secondo decise saggiamente di stabilirsi nel centro del potere, a Roma, e amministrare le aree occidentali dell'Impero (così da potersi formare una solida base di consenso e potere); mentre Lepido venne progressivamente marginalizzato, pur avendo ancora il controllo dell'Africa e della Numidia. Come si vede, la coesione dei contraenti si fece più labile e i rapporti meno equilibrati.
La situazione precipitò con la guerra di Perugia del 41 a.C., scatenata dal fratello di Antonio, il console Lucio Antonio: questi si fece portavoce degli spossessati italici e della preminenza del potere consolare rispetto a quello del triumvirato. Lo scontro con Ottaviano si risolse a vantaggio di quest'ultimo, ma fece scoppiare la tensione tra i due triumviri.